# Укрепление здоровья на рабочем месте
Укрепление здоровья на рабочем месте — совместные усилия работников, работодателей и общества в целом для укрепления здоровья и поддержания соответствующего качества жизни на рабочих местах. Оно также называется продвижением здорового образа жизни на рабочем месте.
Всемирная организация здравоохранения рассматривает рабочее место как одну из приоритетных сред для продвижения здоровья 21-го столетия, так как оно влияет на «физическое, умственное, экономическое и социальное благосостояние» работающих и «предлагает идеальные условия и инфраструктуру, поддерживающие укрепление здоровья большой аудитории». Люксембургская декларация утверждает, что здоровье и благополучие работников на рабочем месте может обеспечиваться путём сочетания
- улучшения организации и условий труда
- поддержки активного участия
- поощрением личного развития[1].

Стратегии укрепления здоровья на рабочем месте также сочетают ликвидацию факторов риска для здоровья с усилением факторов благотворных здоровью и качеству жизни.
Руководство, рекомендованное в Люксембургской декларации включает:
1. Участие, то есть, вовлечение всего персонала;
2. Интеграция, то есть, отражение укрепления здоровья на рабочем месте во всех важных решениях и во всех отделениях и уровнях организации;
3. Управление проектом, то есть, развертывание всех мероприятий и программ согласно циклу решения проблемы, а именно: анализ нужд, установление приоритетов, планирование, осуществление, непрерывный мониторинг и оценка;
4. Всесторонность: то есть, включение в укрепление здоровья на рабочем месте мероприятий с различных областей, направленных как индивидуально, так и окружающей средой. Причём стратегию уменьшения рисков следует сочетать со стратегией формирования и укрепления предупреждающих факторов и потенциалов здоровья[1].

Положительные последствия реализации программы укрепления здоровья на рабочем месте на производительность труда обсуждаются широко. При этом первым логичным шагом должно служить изучение влияния укрепления здоровья на рабочем месте на абсентеизм, так как производительность немыслима, когда работник отсутствует. Однако возможность увеличения производительности намного больше при рассмотрении презентеизма, который представляет ситуацию, когда работник зарегистрирован и получает оплату как присутствующий, хотя и с пониженной эффективностью исполнения трудовых обязанностей вследствие состояния здоровья или других причин.

## Стратегии укрепления здоровья на рабочем месте
Стратегии укрепления здоровья на рабочем месте должны быть инклюзивными, чтобы учитывать разнообразие рабочей силы, а поведенческая экономика является ключевым инструментом для реализации программ охраны здоровья на рабочем месте. Министерство здравоохранения и социальных служб США включает пять стратегических рекомендаций по укреплению здоровья на рабочем месте в своей инициативе «Здоровые люди 2010». К ним относятся:
- Санитарное просвещение, ориентированное на развитие навыков и изменение образа жизни наряду с распространением информации и повышением осведомлённости.
- Поддерживающая социальная и физическая среда, отражающая ожидания организации в отношении здорового образа жизни и реализующая политику, способствующую здоровому поведению.
- Интеграция программы рабочей площадки в преимущества организации, инфраструктуру человеческих ресурсов и инициативы по охране окружающей среды и безопасности.
- Связи между укреплением здоровья и соответствующими программами, такими как помощь сотрудникам.
- Скрининг с последующим консультированием и обучением тому, как лучше всего использовать медицинские услуги для необходимого последующего наблюдения[6].

В более общем плане усилия по укреплению здоровья на рабочем месте осуществляются на трёх функциональных уровнях, включая:
- Уровень I: информационные программы, такие как информационные бюллетени, ярмарки здоровья и образовательные классы, которые могут улучшать непосредственно или косвенно индивидуальное здоровье или влиять на изменение поведения.
- Уровень II: программы изменения образа жизни продолжительностью от 8 до 12 недель, которые доступны сотрудникам на постоянной основе и напрямую влияют на результаты в отношении здоровья.
- Уровень III: создание рабочей среды, которая помогает сотрудникам поддерживать здоровый образ жизни и поведение, например, столовые на рабочем месте, предлагающие выбор здоровой пищи, или предоставление помещений для физических упражнений на рабочем месте[7].

## Меры в области физической активности
Примерно половина всех текущих программ укрепления здоровья на рабочем месте основана на мерах в области физической активности, учитывая относительную лёгкость, с которой работодатели могут пропагандировать такие усилия работникам. Мероприятия, спонсируемые работодателем в форме командных видов спорта, зародились ещё в XVII веке в Соединённом Королевстве, однако большинство мероприятий XXI века основано на спонсировании работодателем доступа сотрудников к оздоровительным и фитнес-центрам. Удобство для сотрудников при спонсировании доступа к фитнес-центрам сильно влияет на участие в программе, а объекты, расположенные рядом с местом жительства сотрудников, требуют меньших временных затрат, получают более широкое использование и дают лучшие результаты для здоровья. Женщины часто демонстрируют меньшее участие в программах физических упражнений на рабочем месте, чем мужчины, а молодые одинокие люди часто более расположены к инициативам по физической активности, спонсируемым работодателем. Во многих случаях программы укрепления здоровья на рабочем месте, основанные на физических упражнениях, наиболее ориентированы на тех, кто получит наибольшую пользу от таких усилий по фитнесу, включая стареющих, малоподвижных, рабочих, женщин или менее образованных сотрудников.
Сидячий характер многих современных рабочих мест увеличивает негативные метаболические факторы риска, такие как высокий индекс массы тела (ИМТ), окружность талии и артериальное давление, а также повышенный уровень глюкозы и триглицеридов натощак. Доказано, что отказ от длительных периодов сидячего образа жизни снижает эти риски. В частности, было показано, что использование портативных педальных тренажеров в офисе в рабочее время улучшает здоровье сотрудников. Меры с использованием шагомеров для воздействия на поведение сотрудников, сокращения продолжительности малоподвижных периодов и увеличения общего количества движений в течение рабочего дня также оказались успешными. Известно, что приложения для смартфонов и знаки на рабочем месте, пропагандирующие использование лестницы, улучшают здоровье сотрудников, и многие работодатели в настоящее время инвестируют в носимые устройства, чтобы побудить сотрудников следить за физической активностью. Программы тайцзицюань на рабочем месте также доказали свою эффективность в качестве медицинских мер и средства сокращения невыходов на работу, особенно среди пожилых работников. Несмотря на эти усилия, многие программы укрепления здоровья борются с низким уровнем участия, и показано, что введение стимулов улучшает участие сотрудников.

## Программы поощрения
Для поощрения физической активности среди сотрудников многие работодатели предлагают финансовые стимулы для сотрудников в рамках программ вознаграждений за фитнес. Видя, что упражнения и диета вызывают немедленный дискомфорт, а преимущества потери веса часто незаметны в краткосрочной перспективе, многие люди стремятся к долгосрочному здоровью, но поддаются краткосрочным искушениям нездорового питания и бездействия (гиперболическое обесценивание), таким образом поддержание участия сотрудников в оздоровительных программах затруднено. Чтобы решить эти проблемы оперативности, заметности результатов и гиперболического обесценивания, программы вознаграждений предлагают финансовые стимулы для сотрудников за здоровое поведение. Хотя недостаточное участие остаётся проблемой даже среди хорошо разработанных программ вознаграждения, отсев не является случайным, и более высокий успех в снижении веса связан с уменьшением вероятности отсева из программы на более позднем этапе.

## Эффекты укрепления здоровья на рабочем месте
Широко обсуждается положительное влияние программ укрепления здоровья на рабочем месте на производительность. Влияние укрепления здоровья на рабочем месте на количество прогулов существенно, поскольку производительность невозможна, если работник отсутствует. Однако последствия презентеизма также значительны, и, по оценкам, работа во время болезни обходится экономике Соединённых Штатов более чем в 150 миллиардов долларов в год. По оценкам, невыход на работу обходится среднему работодателю в 660 долларов в год на одного работника. Основываясь на затратах на производительность, работники, испытывающие проблемы со здоровьем или подверженные риску развития нарушений здоровья, обходятся работодателям на 1601 долл. в год больше, чем здоровые работники. Повышение производительности труда и снижение числа невыходов на работу после реализации программ укрепления здоровья на рабочем месте может ежегодно экономить работодателям 15,6 долларов США на каждый доллар, потраченный на инициативы в области здравоохранения. В более общем плане расходы на медицинское обслуживание сотрудников и затраты на дни отсутствия снижаются на 3,27 и 2,73 доллара соответственно на каждый доллар, потраченный на укрепление здоровья на рабочем месте. Было показано, что в некоторых случаях программы здравоохранения работодателей не приводят к сокращению расходов на здравоохранение или страховых расходов работодателя.
Что касается последствий для здоровья, программы укрепления здоровья на рабочем месте продемонстрировали многочисленные краткосрочные и долгосрочные преимущества. Примечательно, что меры физической активности на рабочем месте улучшают физическую форму сотрудников, активность, посещаемость, снижают нездоровый уровень липидов и стресс на работе, а программы физических упражнений на рабочем месте снижают стресс руководителя и оскорбительное наблюдение за подчинёнными, повышая производительность. Дополнительные улучшения были отмечены после программ охраны здоровья на рабочем месте в отношении частоты травм, артериального давления, уровня холестерина, индекса массы тела, риска сердечно-сосудистых заболеваний, динамической работы мышц и максимального потребления кислорода. Некоторые улучшения зависят от пола: у мужчин часто наблюдается более последовательное улучшение индекса массы тела, чем у женщин. Также известно, что укрепление здоровья на рабочем месте улучшает «воспринимаемое состояние здоровья» сотрудников, повышая производительность и улучшая участие в программах здравоохранения.
В целом, ожидаемые результаты идеальной программы укрепления здоровья на рабочем месте включают:
- «Информируйте работников об их здоровье и о том, как хорошее здоровье улучшает качество жизни».
- «Работники должны взять на себя ответственность за своё поведение и нести ответственность за здоровье и затраты».
- «Высокое вовлечение и активное участие в этих программах. Люди должны воспользоваться многочисленными предлагаемыми программами».
- «Сотрудники должны похудеть, бросить курить, чаще заниматься спортом, правильно питаться, лучше справляться со стрессом и в целом придерживаться здоровых привычек».
- «Стоимость медицинских претензий должна снизиться. В компании должна снизиться заболеваемость некоторыми заболеваниями, связанными с поведением, такими как диабет, болезни сердца, рак, хроническая обструктивная болезнь лёгких (ХОБЛ), заболевания опорно-двигательного аппарата и инсульт».
- «Работники будут реже отсутствовать, расходы по нетрудоспособности будут контролироваться, несчастных случаев удастся избежать, а уровень травматизма должен резко снизиться».
- «Эти программы привлекут лучшие таланты, а текучесть кадров снизится, потому что мы являемся предпочтительным работодателем в сообществе».
- «Работники будут работать на более высоком уровне — они будут счастливее, будут иметь больше энергии и принесут лучшие результаты для нашей компании».
- «Создайте культуру здоровья и благополучия, при которой каждый работник чувствует себя ценным и важным для предприятия — это повысит лояльность и высокий уровень вовлечённости».
- «Программа обеспечит положительный возврат инвестиций (ROI) для компании — на каждый потраченный доллар будет сэкономлено два или три доллара»[6].

## Укрепление здоровья в низкооплачиваемых отраслях
Примерно половина работников в Соединённых Штатах занята в отраслях с низкой заработной платой. Однако менее 10 процентов предлагают программы укрепления здоровья из-за нехватки финансовых ресурсов, времени и колебаний, связанных с возвратом инвестиций. Укрепление здоровья на рабочем месте направлено на улучшение благополучия всех работников, однако из-за экономических и социальных барьеров непропорционально большое количество низкооплачиваемых рабочих не включено в исследования, посвящённые укреплению здоровья сотрудников.
Исследование, проведённое в 2015 году в столичном районе Сиэтла / округа Кинг, показало, что низкооплачиваемые работники по сравнению с высокооплачиваемыми работниками более склонны к рискованному для здоровья поведению. К поведению, связанному с риском для здоровья, относится табакокурение, плохое питание и малоподвижный образ жизни, которые в свою очередь являются факторами, способствующими хроническим заболеваниям. А также это подчёркивает непропорциональный уровень хронических заболеваний среди низкооплачиваемых работников по сравнению с лицами с более высокими социально-экономическими показателями. В ходе исследования, проведённого в столичном регионе Сиэтла и округа Кинг, также было выявлено, что, несмотря на то, что влияние хронических заболеваний преобладает среди низкооплачиваемых работников, люди с высокими доходами представляют собой группу, которая более склонна участвовать в мероприятиях по укреплению здоровья на рабочем месте. Было обнаружено, что в отраслях с низкой заработной платой существуют барьеры, включая осведомлённость, условия труда и управление.
В дополнение к высокому уровню хронических заболеваний среди низкооплачиваемых работников также высоки показатели заболеваемости и смертности, а также воздействия вредных факторов окружающей среды из-за как социально-экономического, так и расового неравенства. Как гендерная, так и расовая дискриминация связаны с более низкой заработной платой работников, где женщины и этнические меньшинства вносят свой вклад в статистику низкооплачиваемых работников. Из-за сложности условий и рабочих мест отдельных работников разного пола и расы наблюдается снижение числа участников внутри групп низкооплачиваемых работников в программах укрепления здоровья рабочих. Сложности варьируются в зависимости от малооплачиваемых работников, в основном занятых неполный рабочий день, распределения заработной платы и пособий и опасных сфер деятельности.
Предложения по улучшению участия работников в отраслях с низкой заработной платой включают удобство и лучший доступ. Вакцинация на рабочем месте и возможность здорового питания увеличивают участие в профилактической помощи в этих отраслях. Важным фактором для доступа к профилактическим программам или программам укрепления здоровья работников в отраслях с низкой заработной платой является улучшение медицинского страхования. Расширение и совершенствование Закона о доступном медицинском обслуживании повышает стимулы как для работников, так и для работодателей к участию в профилактических программах. Расширение охвата сотрудников, занятых как полный, так и неполный рабочий день, увеличивает охват опасных производственных сред и демографическую справедливость.